# Agesilao Greco
Agesilao Greco (Caltagirone, 17 gennaio 1866 – Roma, 17 ottobre 1963) è stato uno schermidore italiano, oltre che teorico e didatta della scherma, autore di diversi trattati.
È considerato l'«anello di congiunzione» tra il vecchio e il nuovo corso della scherma, protagonista della sua trasformazione da arte quasi iniziatica a moderna disciplina sportiva di rango olimpico.

## Biografia

### Origini
Nacque a Caltagirone, in provincia di Catania, il 17 gennaio 1866, da Salvatore, marchese di Valdina, e Carolina Di Filippo, fu primogenito di due figli. Visse e studiò nella sua cittadina natale fino all'età di dodici anni, poi entrò in collegio a Catania, dove rimase quasi sei anni.

### Maestro d'armi

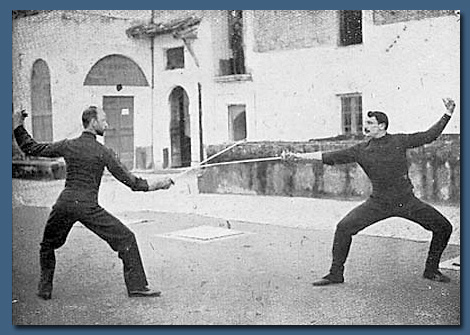
Agesilao Greco (a destra) durante un esercizio

Su impulso del padre, a diciassette anni Greco si arruolò come volontario nel Regio Esercito nella compagnia d'istruzione presso il 15º reggimento artiglieria di fortezza a Castel Sant'Angelo in Roma. Partito per l'Africa nel 1886, dimostrò grande attitudine per la scherma, tanto che i suoi superiori lo ammisero alla Scuola Magistrale di Scherma presieduta da Masaniello Parise, dove fu allievo di Carlo Pessina.
Risultato primo al corso, fu nominato maestro d'armi, e trattenuto in premio dalla scuola stessa, per uno speciale corso di addestramento, dopo il quale venne nominato maestro militare della Scuola Magistrale. Chiamato a scelta al concorso per Maestro d'arme civile (categoria che costituiva allora lo stato maggiore dei maestri d'arme), pur non avendo l’età né gli anni di servizio prescritti riuscì primo con il massimo dei voti. Intorno al 1897 fu maestro di scherma alla prestigiosa Scuola Militare Nunziatella di Napoli.

### Debutto (1887) e successi nazionali e internazionali
La sua prima apparizione in pubblico ebbe luogo a Firenze, al principio del 1887, in un torneo in cui vinse due medaglie d'oro (spada e sciabola) e due premi speciali. Da allora fu conteso, perché si esibisse, da una parte all'altra della penisola. 
Numerosissimi furono gli incontri e le sue vittorie schermistiche: disputò circa un migliaio fra incontri ufficiali, amichevoli o nella Sala d'Armi, ed è stato campione invitto per decenni, con svariati successi in ambito internazionale, dal 1887 al 1934, in cui si è confrontato con tre generazioni di schermidori, provenienti da 14 nazioni, rappresentando degnamente l'Italia schermistica nel mondo: New York, Buenos Aires, Parigi, Bruxelles, Vienna, Lione, Chicago, Londra.
Tra il 1898 e il 1907, fu in Argentina, dove il presidente Julio Argentino Roca gli offrì la direzione della Scuola di guerra per spada da terreno.
Nel 1904 sposò a Buenos Aires la possidente terriera argentina Valentina Díaz de Castillo, da cui ebbe due figli, Agesilao e Fanny.

### Ritiro
Tornato in Italia nel 1908, decise di non tirare più in pubblico. L'anno seguente dette vita alla Federazione Italiana Scherma, la cui presidenza onoraria fu affidata al duca Emanuele Filiberto di Savoia-Aosta.
Alla morte del padre, nel 1910, prese in carico assieme al fratello Aurelio l'accademia di scherma di via del Seminario, a Roma, oggi Accademia d'Armi Musumeci Greco 1878.
Ritiratosi dall'attività agonistica, nel 1940 fu nominato direttore tecnico dell'Accademia di scherma della Gioventù italiana del littorio, incarico che tenne per tre anni. Nel 1956, presenziò all'inaugurazione dello stadio comunale di Caltagirone, che oggi porta il suo nome.
Greco continuò ad effettuare esercitazioni e allenamenti fino alla sua morte, avvenuta a Roma il 17 ottobre 1963, all'età di 97 anni.

## Teorico della scherma
Agesilao Greco, oltre che insigne protagonista e didatta, fu anche un teorico della scherma, autore di fondamentali trattati per la sistematizzazione della tecnica marziale, promotore dell'ingresso dell'«arte della scherma ... nel vasto campo della educazione fisica moderna», e fautore dell'espunzione dalla didattica degli inutili orpelli dell'acrobatismo, aventi effetto scenografico, ma da lui giudicati «ostili allo scopo educativo», perseguendo invece una maggiore aderenza allo spirito originario dell'arte marziale, nei tempi in cui "la scherma era non rappresentazione scenica, ma difesa pratica e certa".

## Pubblicazioni
Nel 1907, Greco scrisse il suo primo trattato italiano di spada, La Spada e la sua Disciplina d'Arte del quale ci fu una seconda edizione nel 1912.
Successivamente è stato anche autore de La spada nella sua realtà (1930, con prefazione di G. Cruillas), La scherma della sciabola in Italia ed un primato da riconquistare (1933), Per il primato italiano nella scherma di sciabola (1935), La didattica della scherma di spada (1940), Decadenza della scherma e sua auspicata rinascita (1949).
Del 1951 è il suo studio La scherma di sciabola nella concezione delle due difese.